# Lúcio Calvêncio Sexto Carmínio Veto
Lúcio Calvêncio Sexto Carmínio Veto (em latim: Lucius Calventius Sextus Carminius Vetus), conhecido apenas como Sexto Carmínio Veto, foi um senador romano nomeado cônsul sufecto para o nundínio de setembro a outubro de 83 com Marco Cornélio Nigrino Curiácio Materno. Era filho de Lúcio Calvêncio Veto Carmínio, cônsul sufecto em 51, irmão de Lúcio Carmínio Lusitânico, cônsul sufecto em 81, e pai de Sexto Carmínio Veto, cônsul em 116. Entre 96 e 97 (ou 97-98) foi procônsul da Ásia. Caio Carmínio Galo, cônsul sufecto em 120, era seu filho ou filho de seu irmão.